# Båtskrå

Skrå för livbåtar där dävertar skulle tänkas vara opraktiska

Ett båtskrå är en fast ställning för exempelvis livbåtar eller skeppsbåt på ett fartyg, där en skråkant motsvarande båtens bottenprofil är huggen ur ett större stycke. Båtskråns kant mot skrovet är klädd med exempelvis läder eller liknande för att ej skamfila skeppsbåtens botten. Båtskrån används även vid byggnad eller transport av båtar och mindre fartyg. Skrå i sammanhanget betyder lutande eller snedställd.